# Rihem Ayari
Rihem Ayari (arab. ريهام العياري ;ur. 23 października 1998) – tunezyjska zapaśniczka walcząca w stylu wolnym. 
Zajęła ósme miejsce na igrzyskach afrykańskich w 2019. Srebrna medalistka mistrzostw Afryki w 2016 i brązowa w 2019 i 2020. Wicemistrzyni śródziemnomorska w 2016 roku.